# Bisdom Reconquista

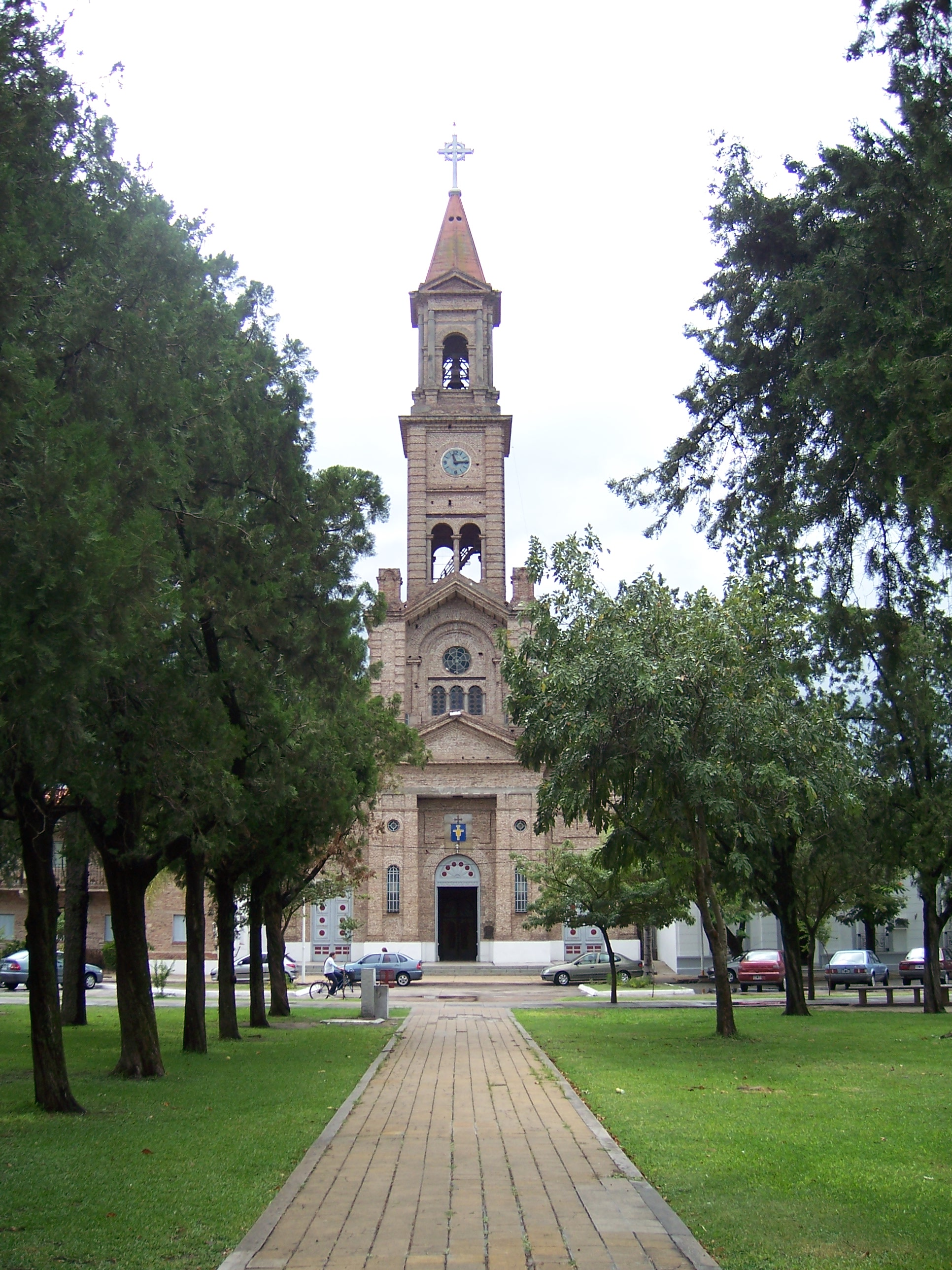
De kathedraal van Reconquista

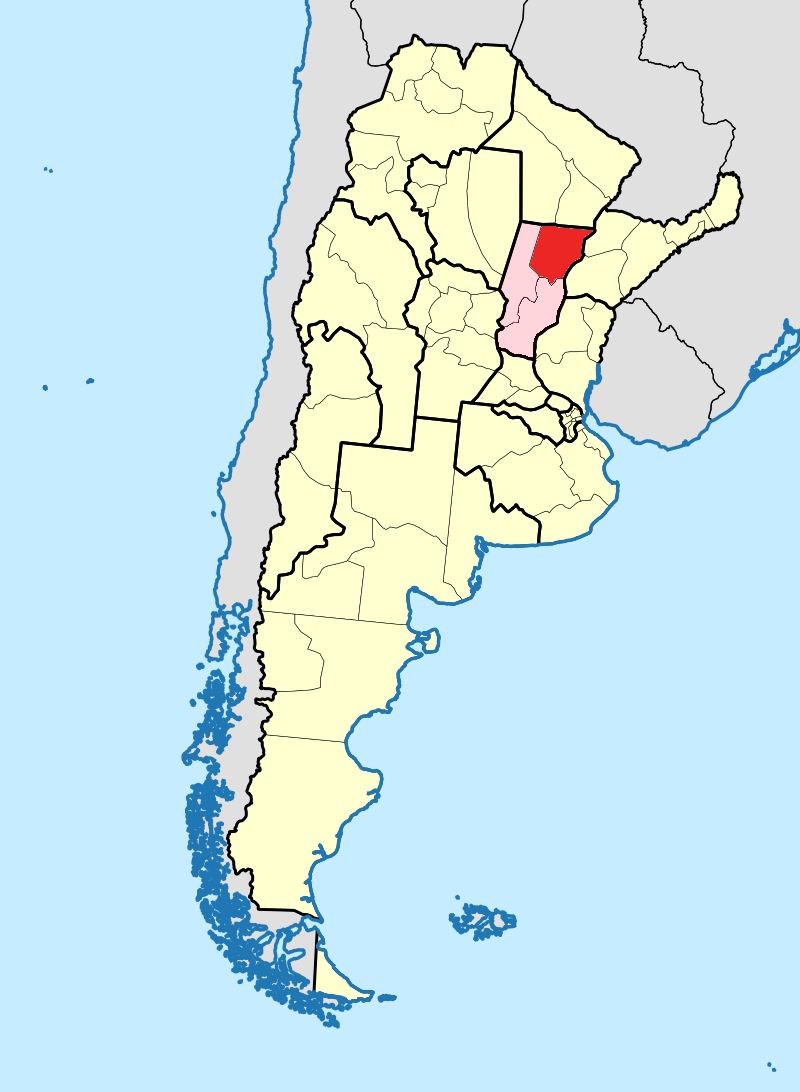
Het bisdom (rood) binnen de kerkprovincie Santa Fe de la Vera Cruz (roze)

Het bisdom Reconquista (Latijn: Dioecesis Raphaëliensis) is een rooms-katholiek bisdom met als zetel Reconquista in Argentinië. Het bisdom is suffragaan aan het aartsbisdom Santa Fe de la Vera Cruz. Het bisdom werd opgericht in 1957.
In 2020 telde het bisdom 21 parochies. Het bisdom heeft een oppervlakte van 35.000 km2 en telde in 2020 300.000 inwoners waarvan 85,5% rooms-katholiek waren. 

## Bisschoppen
- Juan José Iriarte (1957-1984)
- Fabriciano Sigampa (1985-1992)
- Juan Rubén Martínez (1994-2000)
- Andrés Stanovnik, O.F.M. Cap. (2001-2007)
- Ramón Alfredo Dus (2008-2013)
- Ángel José Macín (2013-)

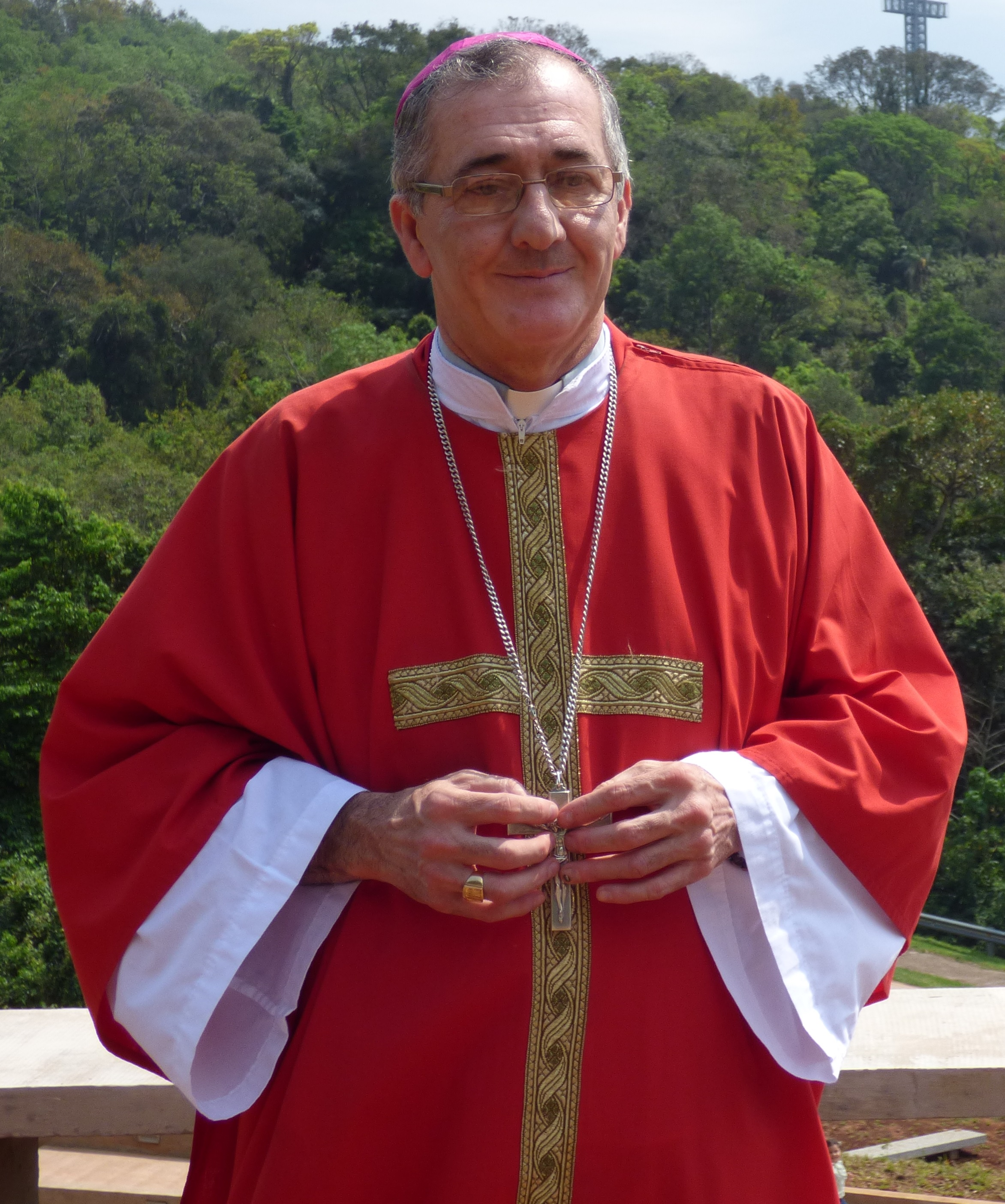
Juan Rubén Martínez
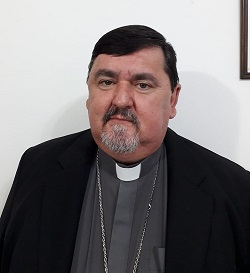
Ángel José Macín

Santa Fe de la Vera Cruz (aartsbisdom) · Rafaela · Reconquista